# Lokomotiva ČS2
ČS2 (rusky ЧС2 jako ЧехоСловакия (ČeskoSlovensko), tovární označení 25E, 34E, 53E, 54E) je elektrická lokomotiva na stejnosměrný proud. Vyráběla ji v letech 1958–1973 československá Škoda Plzeň pro export do Sovětského svazu v počtu 942 ks.

## Výroba
V prosinci 1958 byly do depa v Moskvě dodány první dva prototypy továrního označení 25E0 vycházející z československé řady E 699.0 (později 180), které dostaly označení ČS2-001 a 002. Na základě výsledků zkoušek těchto lokomotiv došlo k zjištění několika nedostatků v jejich konstrukci, a tak na základě těchto zkušeností tehdejší závody V. I. Lenina v Plzni zkonstruovaly v roce 1961 šestinápravovou elektrickou lokomotivu, která později dostala tovární označení 34E. Oproti výchozím prototypům byla použita rozdílná koncepce chlazení, což se odrazilo ve zrušení velkých žaluzií na pravé bočnici. Také jsou použita menší okna na stanovištích. Sériová výroba byla zahájena v březnu 1962 a skončila v roce 1973.
Následně pak probíhala v letech 1974–1976 výroba modernizované verze ČS2T (tovární označení 63E) s plechovou skříní a elektrodynamickou brzdou.

## Provoz
V roce 2022 jsou lokomotivy deponované na Ukrajině v depech Charkov-Holovne, Dnipro, Kryvyj Rih a Melitopol. Provoz těchto lokomotiv v Rusku byl ukončen v říjnu roku 2014.

## Modernizace

### Řada ČS2K
V letech 2006–2010 probíhala v ruském Jaroslavském závodu na opravu elektrických lokomotiv (JaERZ) rozsáhlá modernizace 287 lokomotiv (především typu 53E), při kterém lokomotivy dostaly nové kabiny strojvedoucího (vycházející z řady ČS7) a nové vlnění bočních stěn. V roce 2023 byly provozní pouze 4 lokomotivy z depa Barabinsk na západě Sibiře.

### Řada ČS2 (KRP)
V letech 2004–2017 probíhala v ukrajinském Záporožském závodu na opravu elektrických lokomotiv (ZERZ) rozsáhlá modernizace 54 lokomotiv, při kterém lokomotivy dostaly nové karoserie (kabiny strojvedoucího vycházející z řady ČS7). Tovární označení se obecně měnilo na 53Er, označení řady (ČS2) se však nezměnilo. Pro tak významnou modernizaci se na Ukrajině používá termín "Капітальний ремонт з продовженням терміну служби", nebo zkratka КРП (KRP), v některých zdrojích informací jsou proto tato tři písmena někdy přidána k označení řady, aby se odlišila od běžných lokomotiv

### Řada A-ČS2
V roce 2003 nechal ZERZ zmodernizovat dvě lokomotivy ČS2 (s čísly 549 a 552) z ruské Moskevské železnice na typ A-ČS2. Jsou vyrobeny jako samohybné vozidlo s prostorem pro cestující vybaveným místo jedné strojovny. Jednoduše řečeno, A-ČS2-549 a A-ČS2-552 jsou tedy elektrické vozy. Tyto vozy byly určeny k přepravě pracovníků železnice (např. při inspekčních cestách). Vzhled A-ČS2 byl podobný jako u lokomotivy ČS2 (KRP). Od roku 2024 jsou oba A-ČS2 instalovány jako památníky.

### Lokomotiva ČS2-101
V roce 2008 proběhla rozsáhlá modernizace lokomotivy ČS2-101 z ruské Západosibiřské železnice, při kterém dostala nové kabiny strojvedoucího. Stejně jako u A-ČS2 je to speciální elektrický vůz pro služební cesty

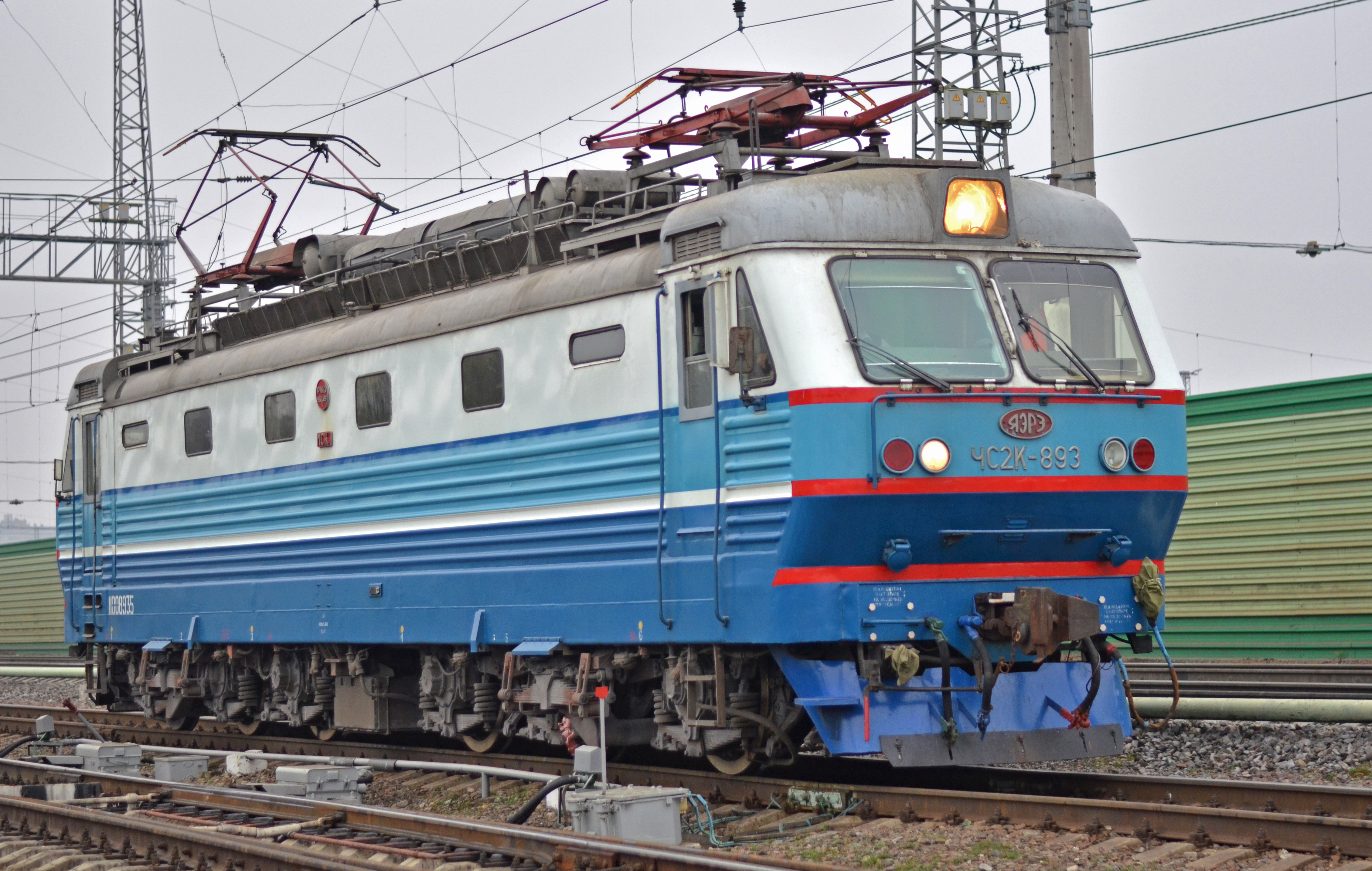
Modernizovaná lokomotiva ČS2K-893.
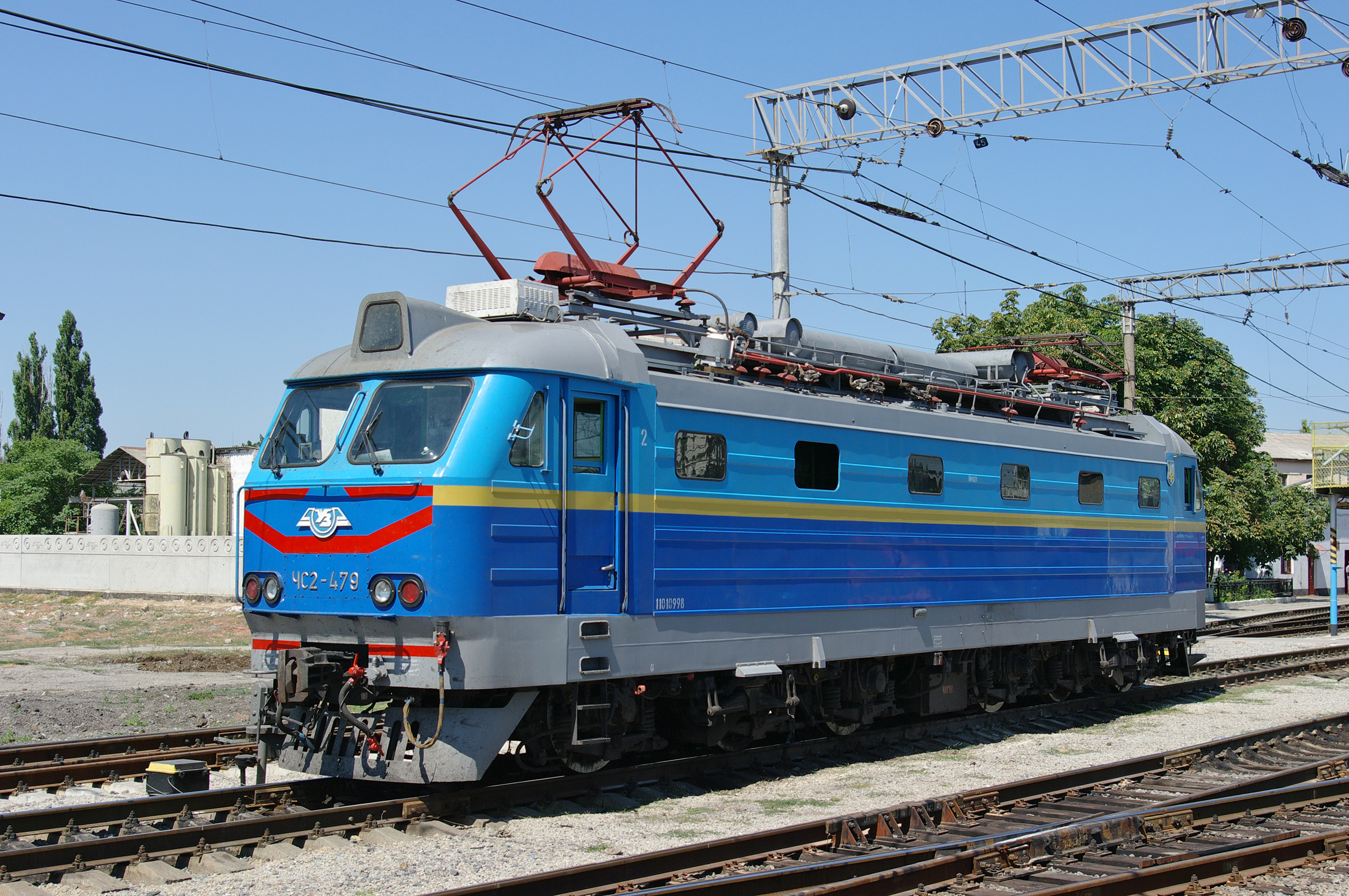
Modernizovaná lokomotiva ČS2 (KRP)-479.
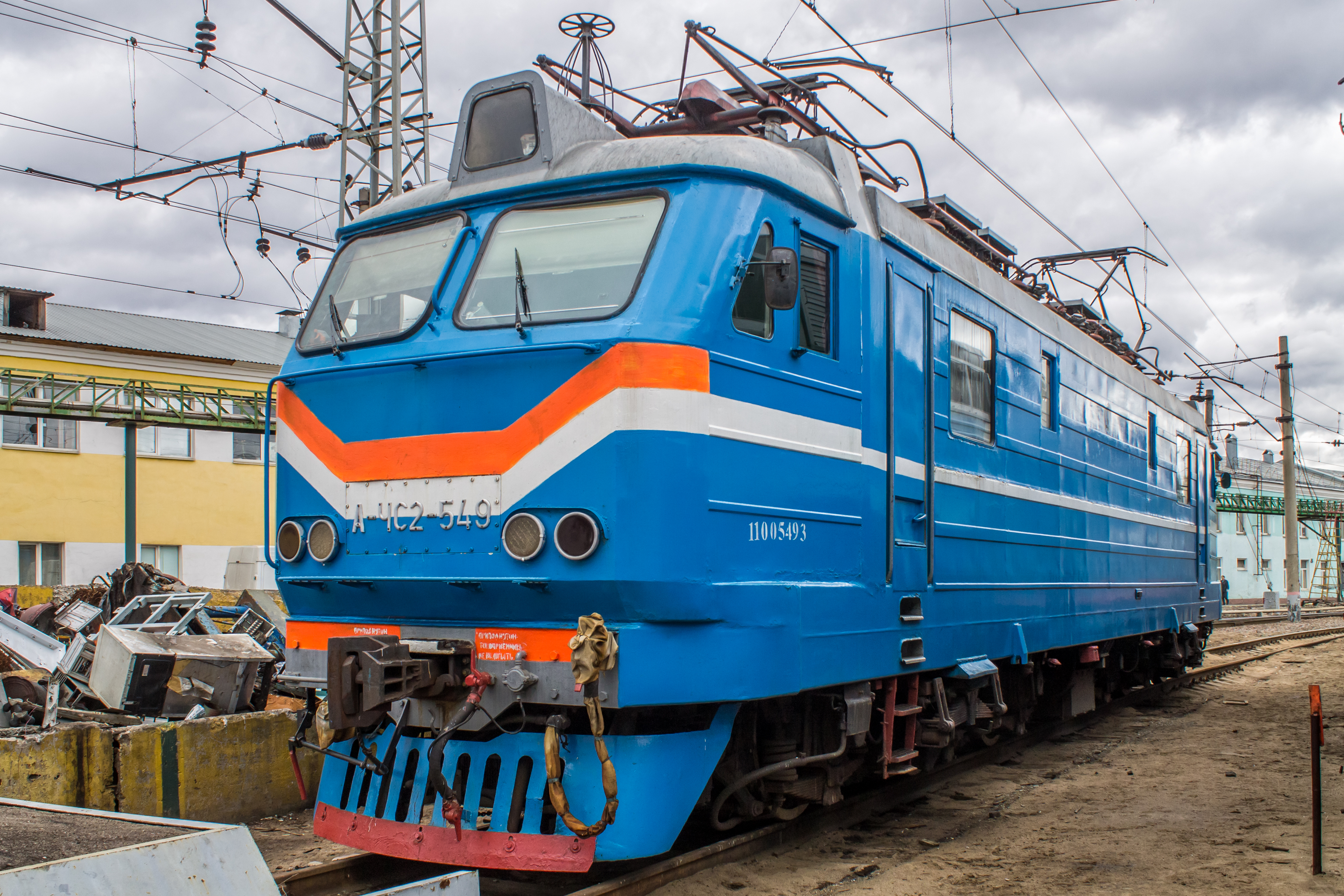
Lokomotiva A-ČS2-549.
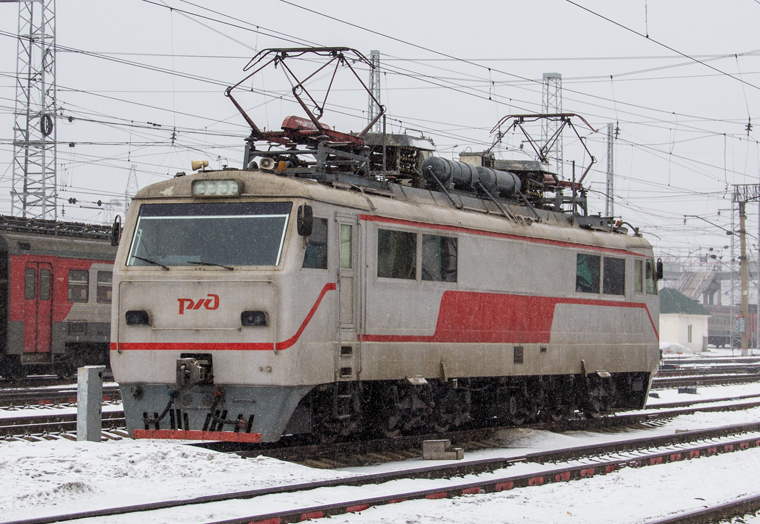
Lokomotiva ČS2-101.

## Galerie

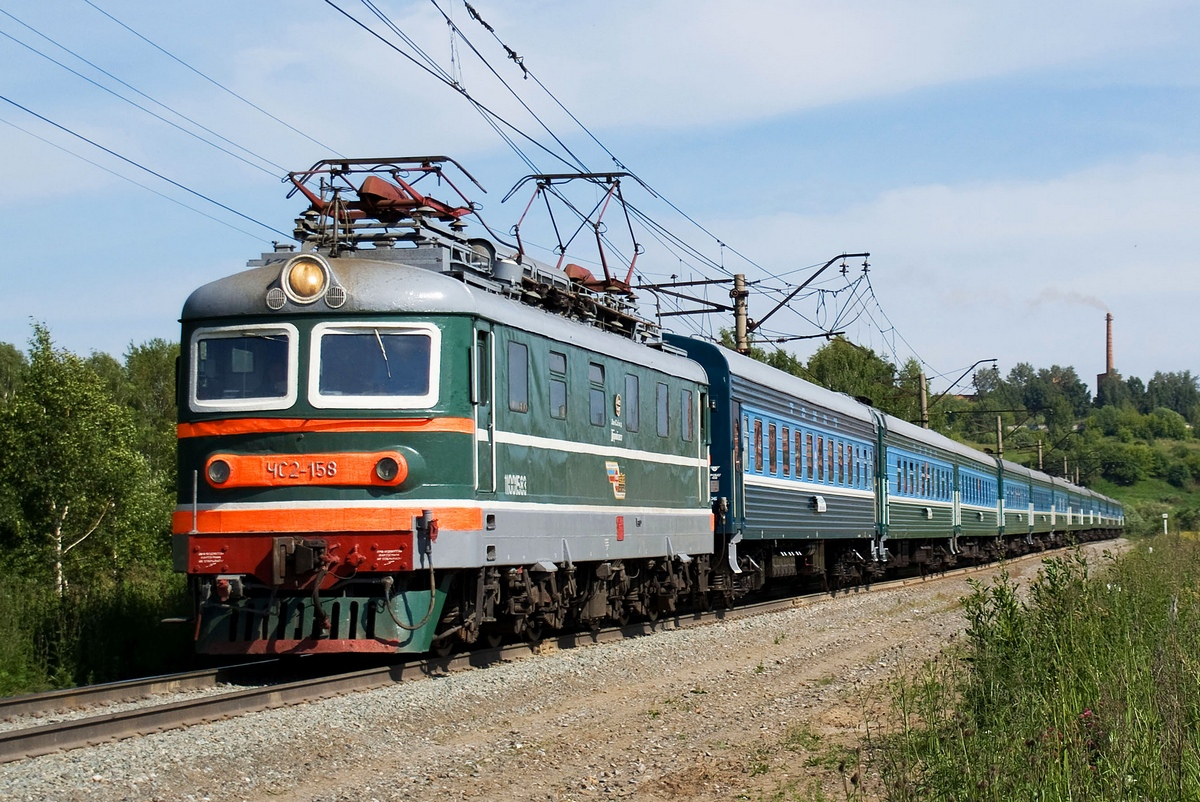
Lokomotiva ČS2-158.
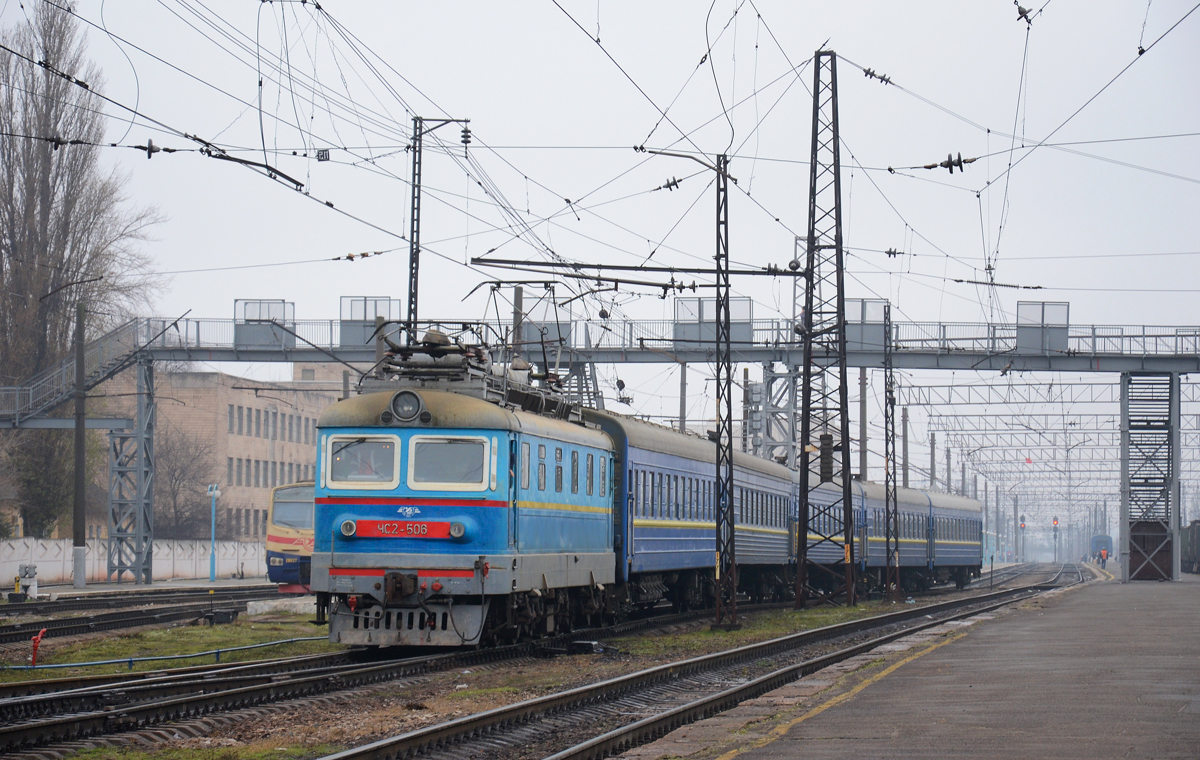
Lokomotiva ČS2-506 v unifikovaném nátěru UZ.
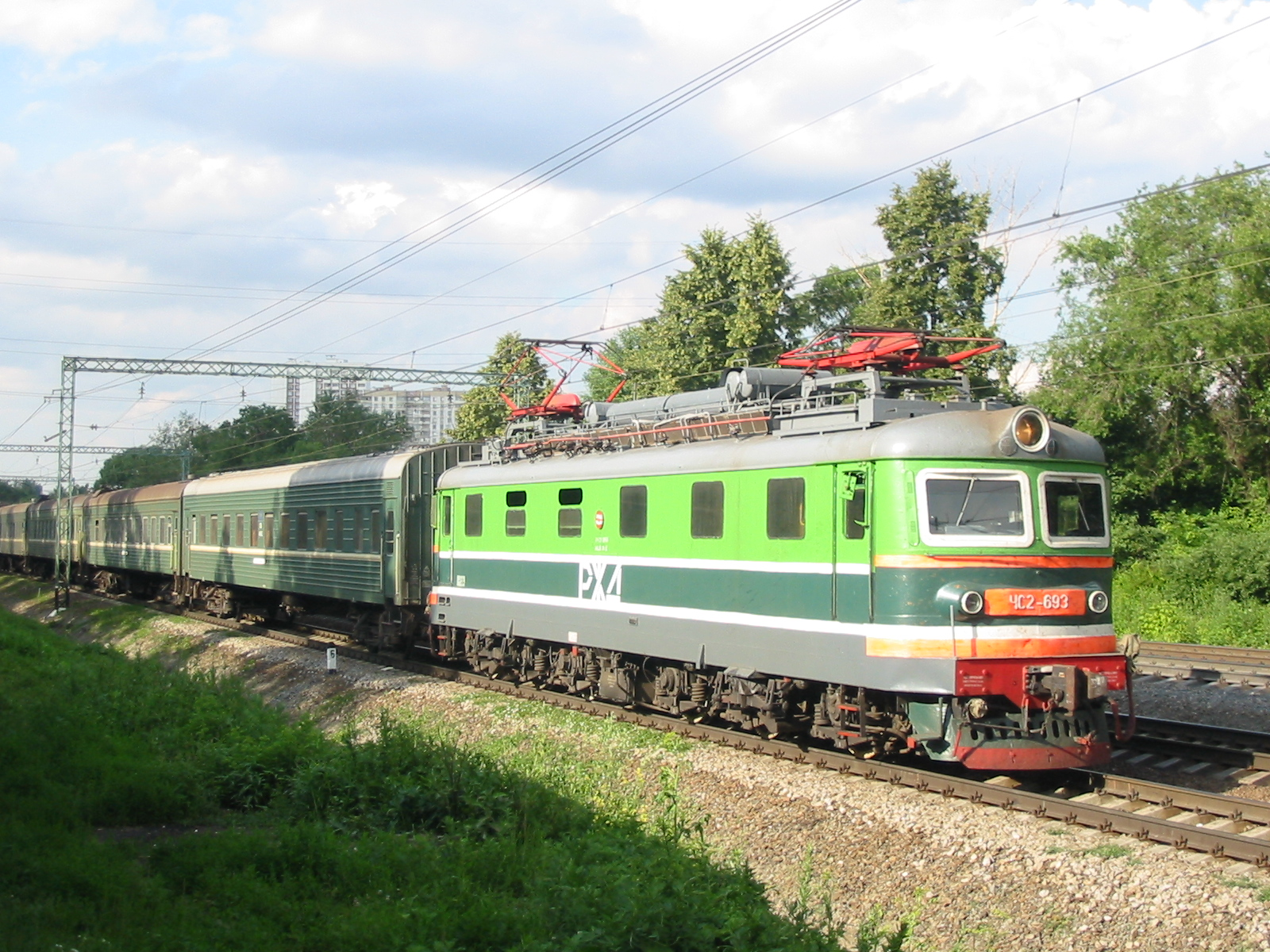
Lokomotiva ČS2-693 v jedné z barevných mutací RŽD.
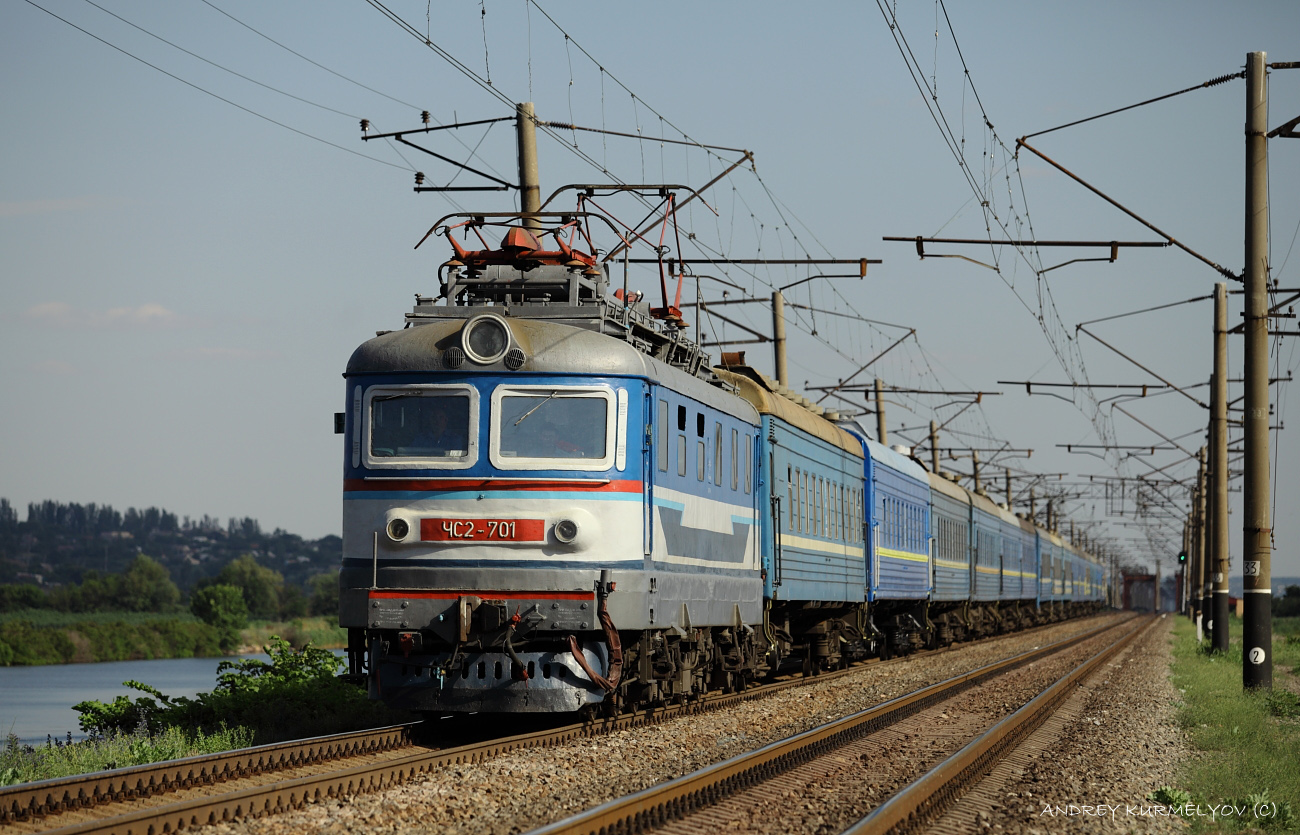
Lokomotiva ČS2-701 v jedné z barevných mutací UZ.
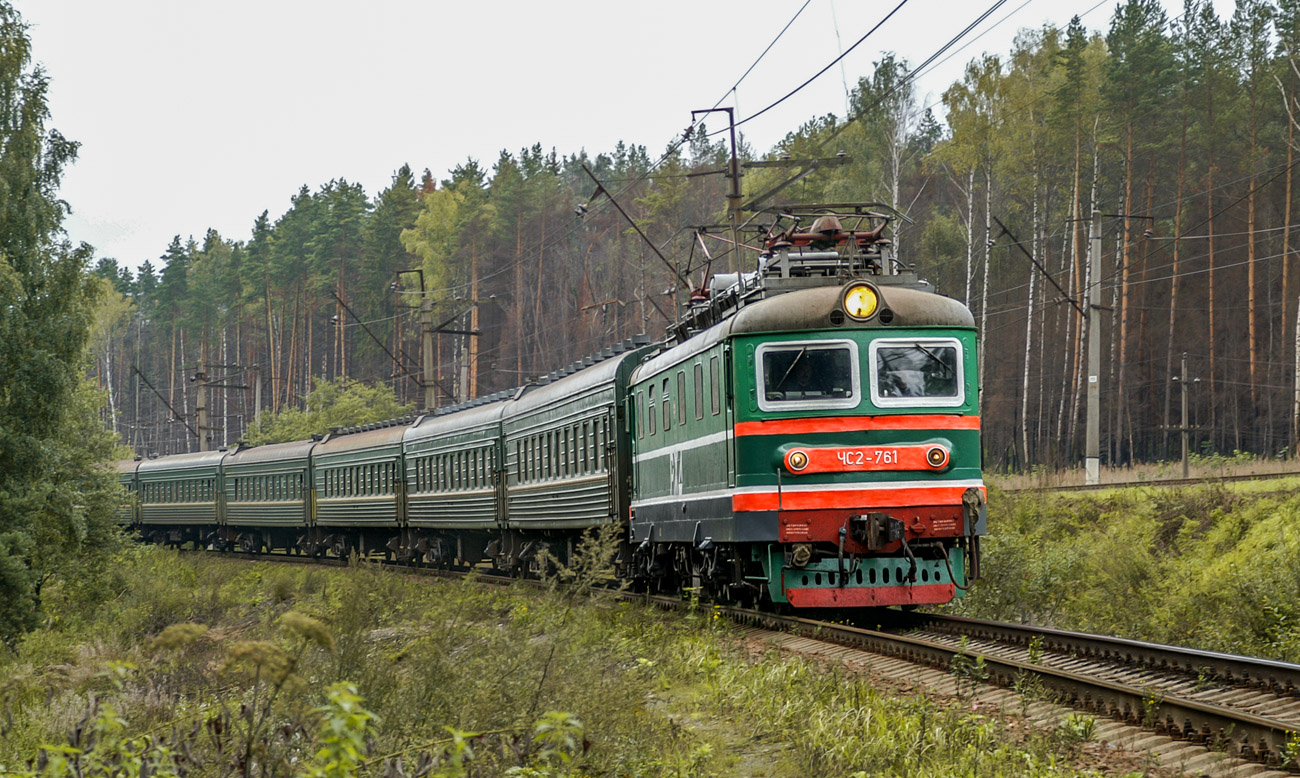
Lokomotiva ČS2-761.
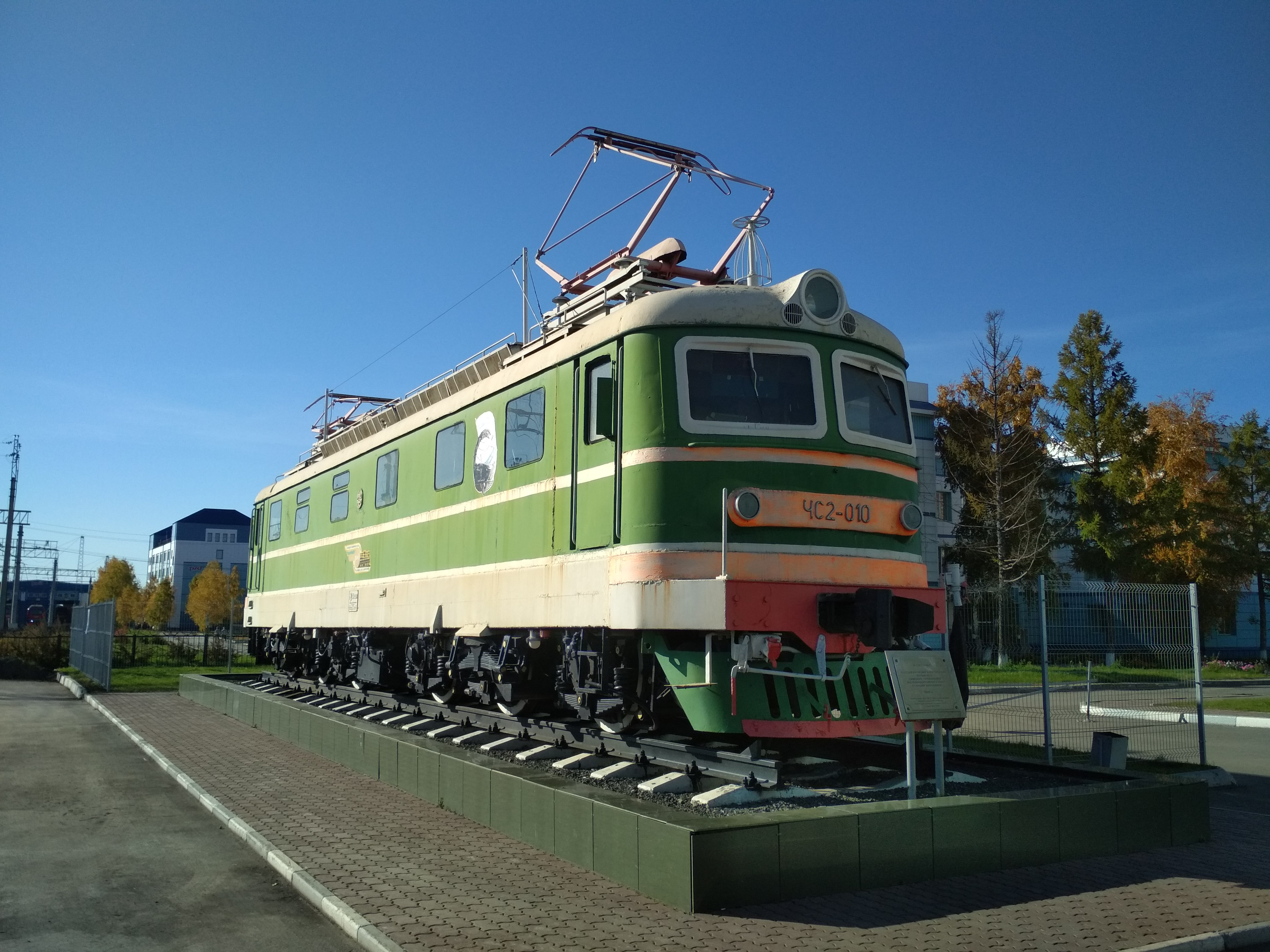
Lokomotiva ČS2-010 jako památník v žst. Barabinsk.
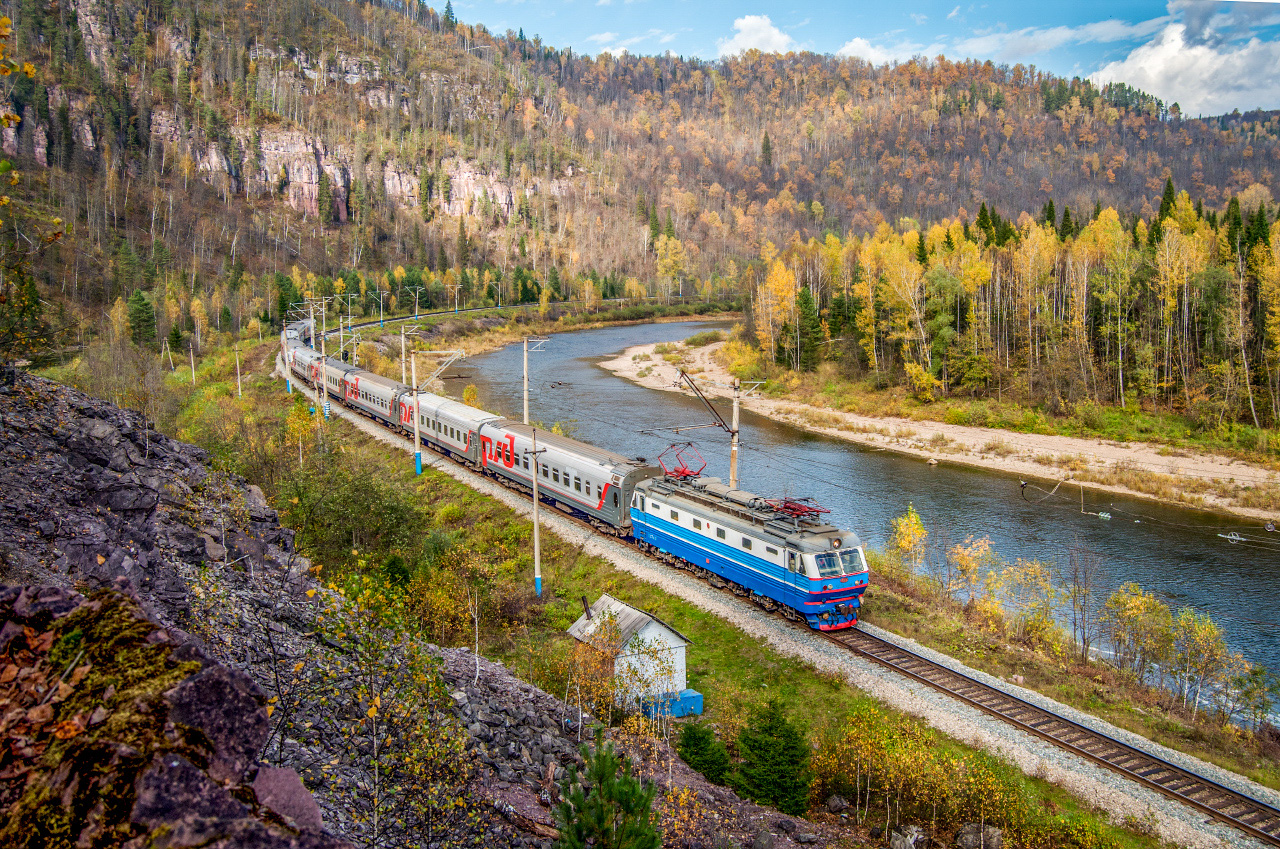
Lokomotiva ČS2K-748 v čele rychlíku.
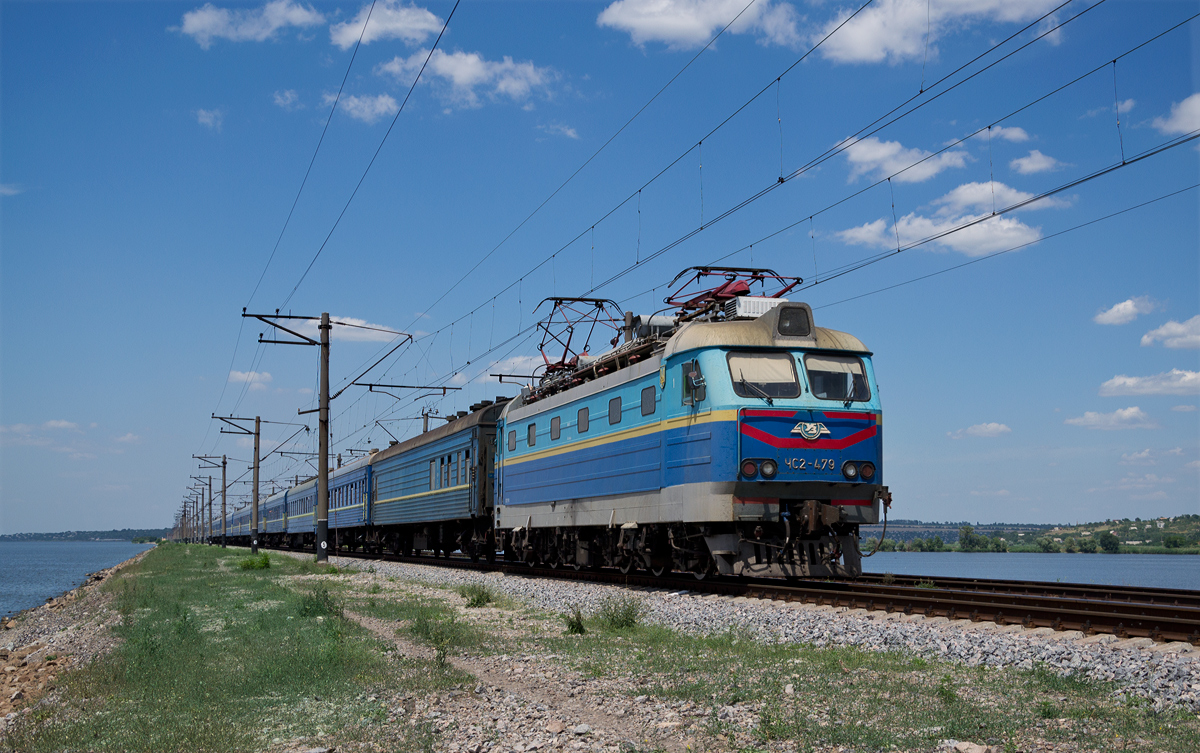
Lokomotiva ČS2 (KRP)-479 v čele rychlíku.